# Русско-Адам-Учинский сельсовет
Русско-Адам-Учинский сельсовет — упразднённая административно-территориальная единица, существовавшая на территории Граховского района Удмуртии России до 1954 года. Административный центр — село Русские Адам-Учи. Ныне территория сельсовета в черте в составе муниципального округа  Граховский район.

## Название
Русско-Адам-Учинский сельский Совет рабочих, крестьянских и красноармейских депутатов Граховской волости Вотской автономной области (с 1929 г. - Граховского района, с 1932 г. -Удмуртской автономной области, с 1934 г. - Удмуртской АССР, с 1939 г. - Совет депутатов трудящихся).

## История
Сельсовет как административно-территориальная единица 
организована в 1924 году.
Исполнительный комитет Русско-Адам-Учинского сельского Совета депутатов трудящихся, Граховского района организован в 1925 году. 
В 1951 году или по другим данным в 1954 году Русско-Адам-Учинский сельсовет был ликвидирован и входившие в него селения присоединены к Граховскому сельсовету.

## Состав
Русские-Адам-Учи, Средние-Адам-Учи, Нижние-Адам-Учи, Котловка, Липовка, Осиновка.